# Henri Boulay (homme politique)
Pour les articles homonymes, voir Henri Boulay et Boulay.
Henri Boulay, né le 14 juillet 1889 à Saint-Gengoux-de-Scissé (Saône-et-Loire), mort le 6 octobre 1942 à Mâcon, est un homme politique français de la Troisième République.

## Biographie
Viticulteur à Saint-Gengoux-de-Scissé puis pépiniériste, il est élu député SFIO de Saône-et-Loire à plusieurs reprises, siégeant à la Chambre des députés de 1931 à la guerre. Le 10 juillet 1940, avec cinq cent soixante-huit autres parlementaires, Henri Boulay vote les pleins pouvoirs au maréchal Philippe Pétain, alors président du Conseil.
Dans les années 1920 et 1930, Henri Boulay joue un rôle de tout premier plan dans la création et le développement du mouvement coopératif vinicole en Mâconnais. Il est notamment à l'origine de la toute première cave coopérative du Mâconnais : celle de Saint-Gengoux-de-Scissé fondée en 1925 – cave dont il fut le président pendant de nombreuses années.
En septembre 1927, il est choisi pour être le secrétaire général de la Fédération des caves coopératives de Saône-et-Loire (avec Eugène Blanc, maire et conseiller général de Lugny, pour président).
En 1933, il organise la première fête de Vins de France à Mâcon, manifestation qui remporte un franc succès et qui est le précurseur de la Foire nationale des vins de France.
En 1937, année où il crée à Paris la Maison nationale des vins d’origine, il est élu conseiller général du canton de Mâcon-Sud.
Henri Boulay décède à Mâcon le 7 octobre 1942. 
Il repose au cimetière de Saint-Gengoux-de-Scissé, village dont il fut conseiller municipal à partir de 1922 puis maire de 1924 à 1941.

## Souvenir

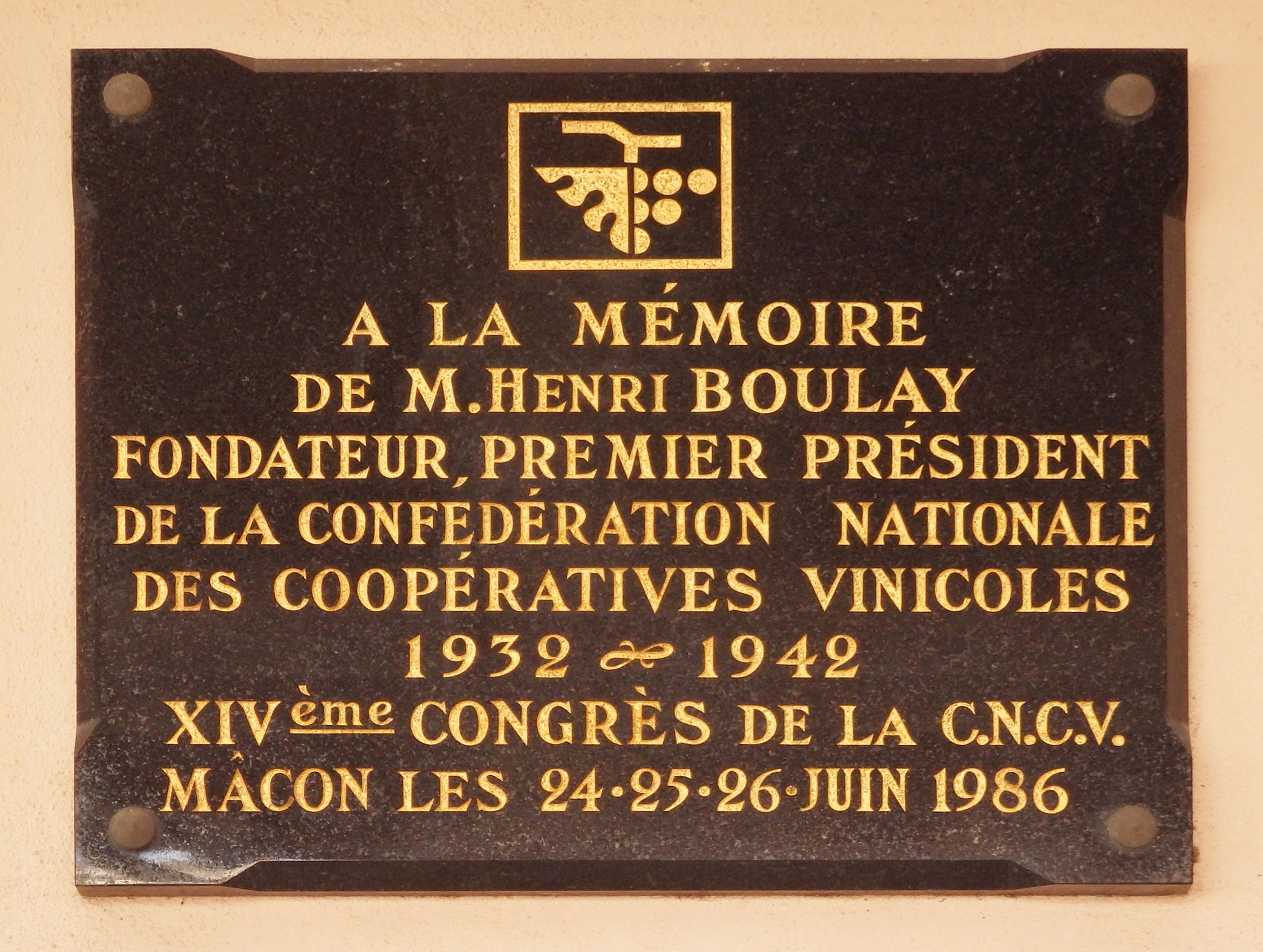
La plaque commémorative d'Henri Boulay visible à la cave coopérative de Saint-Gengoux-de-Scissé, dévoilée le 25 juin 1986 en présence des membres de la famille de l'ancien député-maire.

En mémoire de celui qui fut son maire pendant dix-sept ans, Saint-Gengoux-de-Scissé, a baptisé la principale de ses rues « rue Henri-Boulay » (deux plaques y ont été dévoilées le 14 juillet 1989, jour du centième anniversaire de la naissance d'Henri Boulay).
Quelques années plus tôt, le 25 juin 1986, pour perpétuer le souvenir de ce pionnier de la coopération vinicole, une plaque fixée à la façade orientale du plus ancien bâtiment de la coopérative vinicole de Saint-Gengoux-de-Scissé a été dévoilée, en présence de Charles Jousseau, à la fois maire et président du groumement de producteurs Lugny-Saint-Gengoux, et des membres de la famille Boulay.

## Sources
- « Henri Boulay (homme politique) », dans le Dictionnaire des parlementaires français (1889-1940), sous la direction de Jean Jolly, PUF, 1960 [détail de l’édition]
- Notice « BOULAY Henri », par Jean Maitron, Le Maitron en ligne.